# Mary Webb

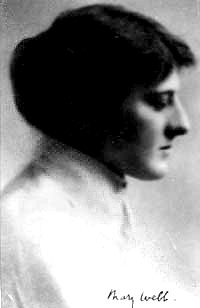
Portret van Mary Webb

Mary Webb (25 maart 1881 – 8 oktober 1927) was een Engelse, romantische schrijfster en dichtster tijdens de vroege 20ste eeuw, wiens werk voornamelijk valt te situeren in Shropshire. Ze schreef vooral over mensen die ze kende. Haar romans zijn met veel succes verfilmd, waaronder de film Gone to Earth (1950) door Michael Powell en Emeric Pressburger. Ze vormen een inspiratie voor de bekende parodie Cold Comfort Farm van Stella Gibbons. 

## Leven
Ze werd geboren als Mary Meredith in 1881 in Leighton, een dorpje in Shropshire zo’n 13 kilometer ten zuidoosten van Shrewsbury. Haar vader, George Edward Meredith, een privéleraar, inspireerde haar met zijn liefde voor literatuur en het platteland. Aan moederskant stamde ze af van een familie die verwant is aan Sir Walter Scott. Mary hield ervan om het platteland rond haar huis te gaan verkennen en ontwikkelde een passie voor gedetailleerde observatie en omschrijving, zowel van mensen als plaatsen. Dit zou een invloed hebben op haar latere gedichten en proza. 
Op eenjarige leeftijd verhuisde ze met haar ouders naar Much Wenlock waar ze leefden in een huis genaamd "The Grange" net buiten het dorp. Mary werd eerst onderwezen door haar vader en daarna werd ze naar een meisjesschool in Southport gestuurd in 1895.
In 1896 verhuisde het gezin opnieuw, ditmaal ten noorden van Stanton bij Hine Heath. In 1902 zettelden ze zich in Meole Brace, een van de buitenwijken van Shrewbury. 
Op 20-jarige leeftijd ontwikkelde ze symptomen van de ziekte van Graves, ook wel de ziekte van Graves-Basedow genoemd, een auto-immuunziekte waarbij een teveel aan schildklierhormoon in het lichaam aanwezig is. Dit resulteerde in uitstulpende, uitpuilende ogen en kropgezwellen. De ziekte van Graves was waarschijnlijk de oorzaak voor haar vroege dood. Deze aandoening zorgde voor veel empathie bij de zieken en vindt een fictionele vertaling in een van haar werken: de vervormde hazenlip van Prue Sarn, de heldin uit “Precious Bane”. 
Haar eerste gepubliceerde werk was een gedicht van vijf verzen lang, geschreven na het horen van het nieuws rond het treinongeval in Shrewbury in oktober 1907. Haar broer, Kenneth Meredith, vond haar werk zodanig goed dat hij het naar de krantenredactie van The Shrewsbury Chronolice bracht zonder dat zij daar iets van afwist. Hij vond het zo aangrijpend dat hij dacht dat het troost kon bieden voor de slachtoffers. De krant publiceerde het gedicht anoniem en het gedicht kon op veel goede reacties rekenen.
In 1912 huwde ze Henry Bertram Law Webb in the Meole Brace’s Holy Trinity Parish Church. Hij was een leerkracht die haar literaire interesses aanvankelijk steunde. Een tijdje lang leefden ze in Weston-super-Mare voor ze terug naar Mary’s geliefde Shropshire terugkeerden. Daar werkten ze als tuiniers tot Henry een job als leerkracht aangeboden kreeg in de priorijschool voor jongens in Shrewsbury. Het jonge koppel leefde kort in Rose Cottage dicht bij het dorpje Pontesbury tussen de jaren 1914 en 1916. Tijdens die twee jaren schreef ze The Golden Arrow. Haar verblijf in het dorpje werd in 1957 herdacht bij de opening van de Mary Webb School. 
Door de publicatie van The Golden Arrow in 1917 kon het koppel verhuizen naar Bayston Hill, een plaatsje waar ze een stuk land kochten en er een huisje op bouwden. In 1921 kochten ze een tweede huis in Londen, in de hoop dat ze daar een grotere literaire carrière zou kunnen uitbouwen. Dit gebeurde echter niet. Tegen 1927 verergerde haar gezondheidstoestand en haar huwelijk liep op de klippen. Ze keerde alleen terug naar Spring Cottage. Ze stierf in St Leonards on Sea op 46-jarige leeftijd. Ze werd begraven in Shrewbury, in de algemene begraafplaats op Longden Road.
Tijdens haar leven won ze de Prix Femina Vie Hereuse voor Precious Bane maar haar andere werken werden niet echt gerespecteerd. Het was pas na haar dood dat Stanley Baldwin, de toenmalige Eerste Minister van Groot-Brittannië, haar commerciële succes op gang bracht door zijn aanbeveling. Dit gebeurde tijdens een diner van een Literair Fonds in 1928. Baldwin verwees naar haar als een verwaarloosd genie. Daaropvolgend werden haar verzamelde werken gepubliceerd in een standaardeditie door Jonathan Cape en werd het een van de bestsellers in the jaren 1930.
Haar werk wordt nu nog steeds wereldwijd bewonderd. Drie van haar romans zijn onlangs nog herdrukt door Virago. De roman Cold Comfort Farm (1932) door Stella Gibbons was een parodie op Webbs werk, net zoals bepaalde werken van andere schrijvers zoals Sheila Kaye-Smith en Mary E. Mann.
In een artikel uit 1966 (magazine Punch) schrijft Gibbons: “De lange gekwelde gezichten in Mary Webb’s boeken irriteerden me… Ik kon niet geloven dat mensen wanhopiger waren in Herefordshire dan in Camden Town.”
Het museum bij de toeristische dienst in Much Wenlock bezit heel veel informatie over Mary Webb, inclusief een aantal foto’s van de verfilming van haar roman Gone to Earth in 1950. Haar huisje in Lyth Hill staat er nog altijd, maar kan niet bezocht worden door het publiek. In september 2013 werd een aanvraag tot sloping ingediend.

## Werken
- “The Golden Arrow” (juli 1916). Londen. Uitgeverij Constable.
- “The Golden Arrow” (juli 1916). London. Uitgeverij Constable.
- “Gone to Earth” (september 1917). London. Uitgeverij Constable.
- “The Spring of Joy; a little book of healing” (oktober 1917). London. Uitgegeven door J.M. Dent
- “The House in Dormer Forest” (juli 1920). London. Uitgegeven door Hutchinson.
- “Seven For A Secret; a love story” (oktober 1922). London. Uitgegeven door Hutchinson.
- “Precious Bane” (juli 1924). London. Uitgegeven door Jonathan Cape
- “Poems and the Spring of Joy (Essays and Poems)” (1928). London. Uitgegeven door Jonathan Cape.
- “Armour Wherein He Trusted: A Novel and Some Stories” (1929). London. Uitgegeven door Jonathan Cape.
- “A Mary Webb Anthology, edited by Henry B.L. Webb” (1939). London. Uitgegeven door Jonathan Cape.
- “Fifty-One Poems” (1946). London. Uitgegeven door Jonathan Cape en met houten gravures door Joan Hassall.
- “The Essential Mary Webb, edited by Martin Armstrong” (1949). London. Uitgegeven door Jonathan Cape.
- “Mary Webb: Collected Prose and Poems, edited by Gladys Mary Coles” (1977). Shrewsbury. Uitgegeven door Wildings
- “Selected Poems of Mary Webb, edited by Gladys Mary Coles” (1981). Wirral. Uitgegeven door Headland.

- Bibsys: 90145615
- Bibliothèque nationale de France: cb11928954m (data)
- Gemeinsame Normdatei: 118806386
- International Standard Name Identifier: 0000 0001 0876 1558
- Library of Congress Control Number: n80146177
- Nationale Bibliotheek van Letland: 000130023
- MusicBrainz: a3359549-5fc3-4747-b202-a20899fb3c5d
- Bibliotheek van het Japanse parlement: 00460357
- Nationale Bibliotheek van Tsjechië: xx0005943
- Nationale bibliotheek van Australië: 36070824
- Nationale Bibliotheek van Israël: 987007279105205171
- Nederlandse Thesaurus van Auteursnamen: 073454621
- Istituto Centrale per il Catalogo Unico: CUBV162885
- SNAC: w66d67qd
- Système universitaire de documentation: 027193802
- Trove: 1206583
- Virtual International Authority File: 19685737
- WorldCat: E39PBJxmJWb6H4qCmfvFvFw6Kd